# Autophila subfusca
Autophila subfusca är en fjärilsart som beskrevs av Hugo Theodor Christoph 1893. Autophila subfusca ingår i släktet Autophila och familjen nattflyn. Inga underarter finns listade i Catalogue of Life.